# Yisrael Ba'aliyah
Yisrael Ba'aliyah (heb.: ישראל בעלייה) était un parti politique israélien.
Il a été fondé pendant les élections de la Knesset en 1996, par Natan Sharansky, un ancien refuznik juif d'URSS. L'électorat du parti se compose en grande majorité d'immigrés de l'ancienne union soviétique. Ce parti a intégré le Likoud après son échec électoral en 2003, en partie dû à la concurrence d'un autre parti de Juifs de l'ex-URSS, Israel Beytenou.